# Druillat
Druillat ist eine französische Gemeinde mit 1.144 Einwohnern (Stand: 1. Januar 2022) im Département Ain in der Region Auvergne-Rhône-Alpes. Sie gehört zum Kanton Ceyzériat im Arrondissement Bourg-en-Bresse. Die Einwohner werden Druillatais genannt.

## Geographie
Druillat liegt etwa 17 Kilometer südsüdöstlich der Präfektur Bourg-en-Bresse zwischen Dombes und Revermont am Fluss Durlet. An der westlichen Gemeindegrenze verläuft die Leschère, im Osten der Suran. Nachbargemeinden von Druillat sind Saint-Martin-du-Mont im Norden, Neuville-sur-Ain im Nordosten, Pont-d’Ain im Osten, Varambon im Süden, Villette-sur-Ain im Südwesten, Dompierre-sur-Veyle im Westen sowie La Tranclière im Westen und Nordwesten. In Druillat zweigt die A 42 von der A 40 ab.

## Bevölkerungsentwicklung
| Jahr                       | 1962 | 1968 | 1975 | 1982 | 1990 | 1999 | 2006 | 2013 | 2021 |
| Einwohner                  | 627  | 610  | 644  | 717  | 823  | 882  | 1092 | 1151 | 1139 |
| Quellen: Cassini und INSEE |      |      |      |      |      |      |      |      |      |

## Sehenswürdigkeiten

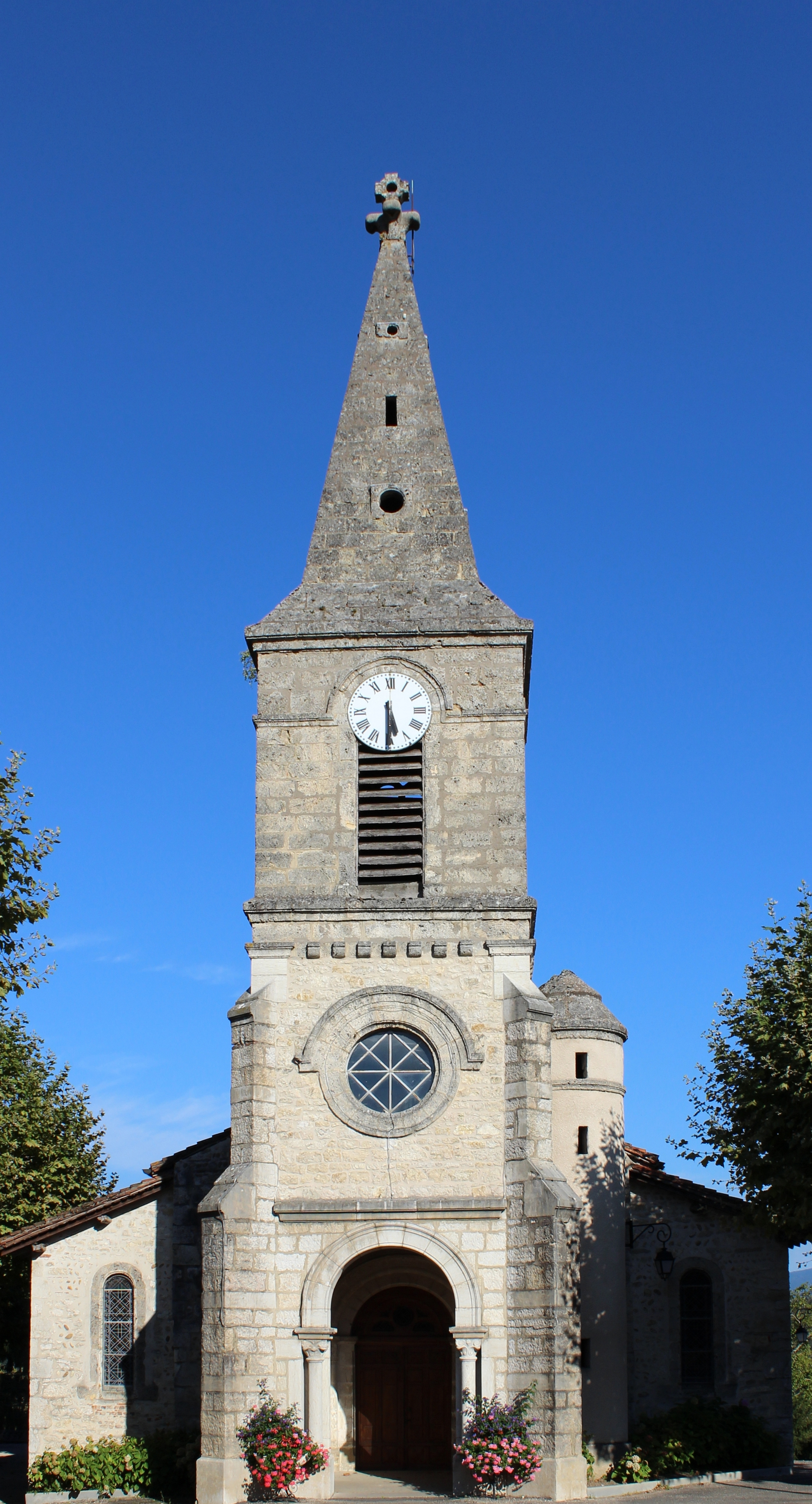
Kirche Saint-Georges
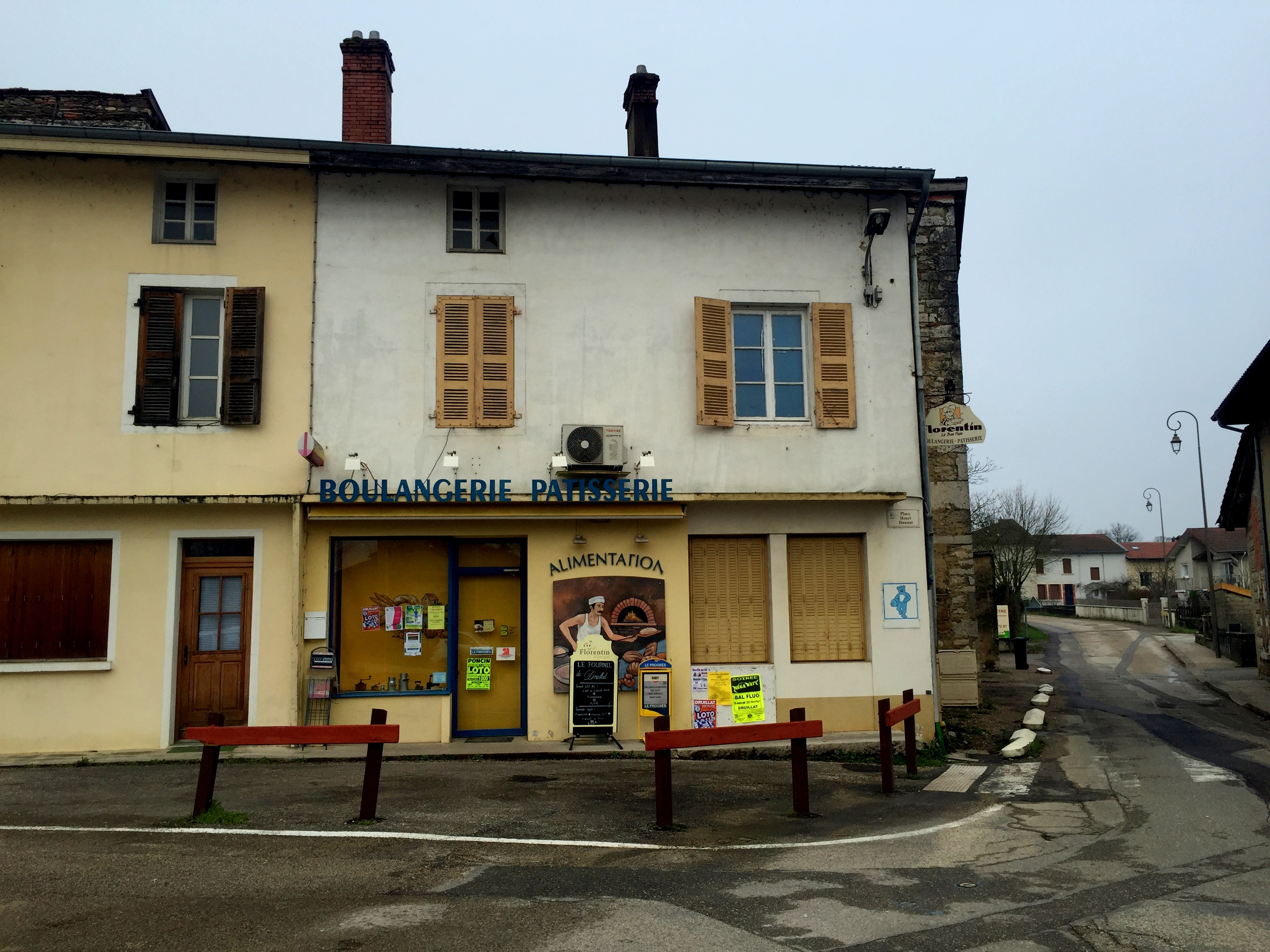
Bäckerei und Fleischerei in Druillat
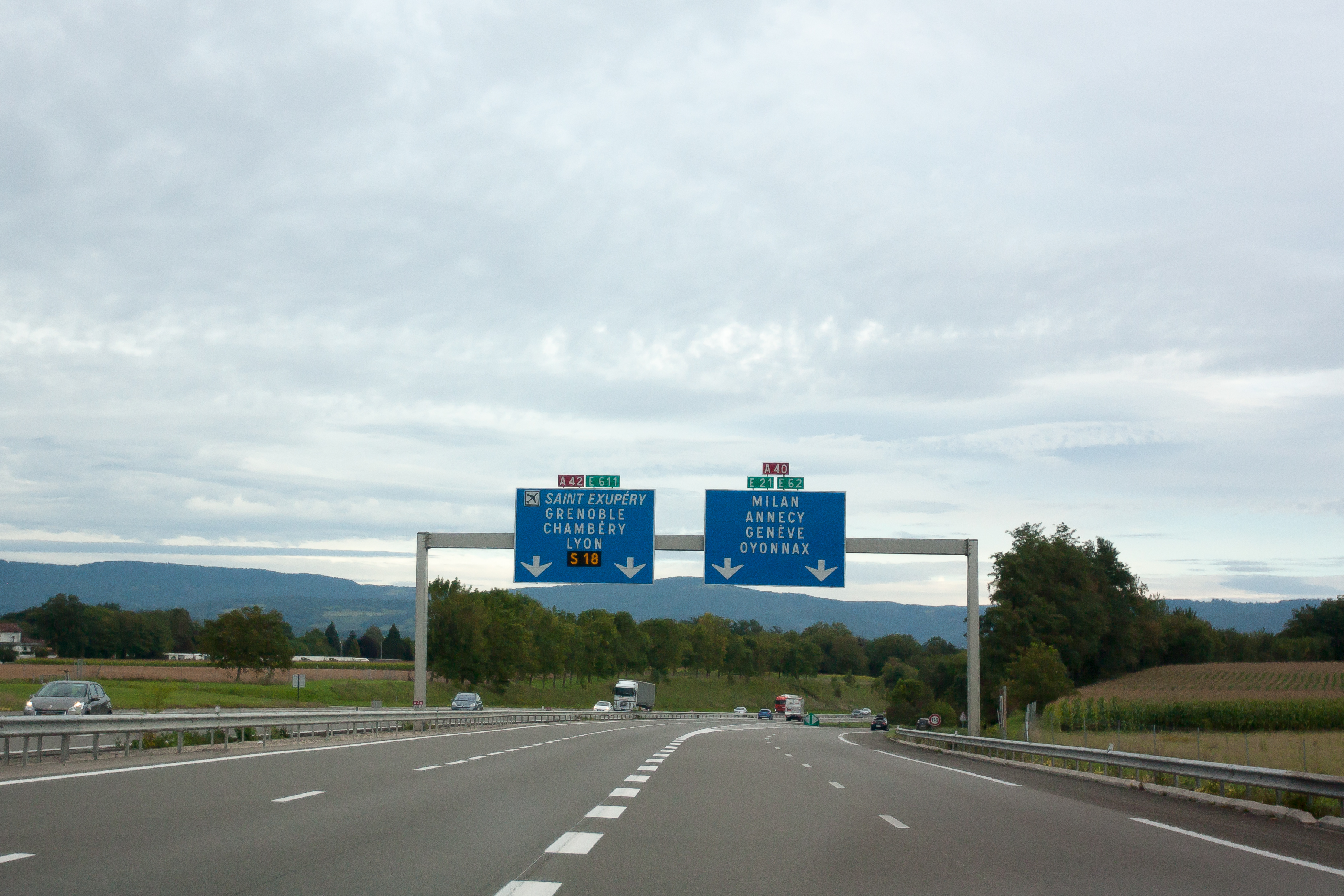
Autobahndreieck Druillat
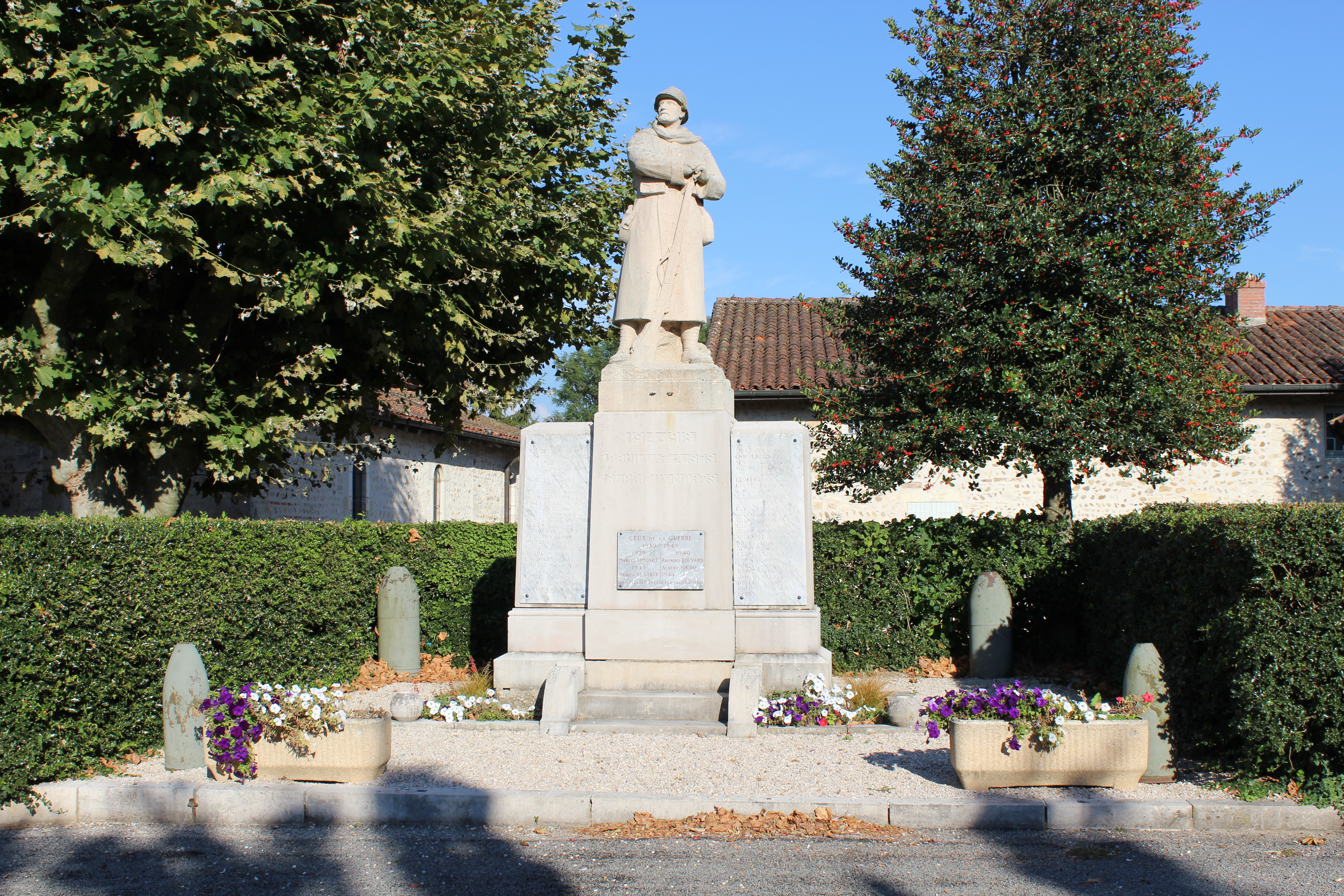
Gefallenendenkmal

- Schloss Prélong

- Kirche Saint-Georges
- Bäckerei und Fleischerei in Druillat
- Autobahndreieck Druillat
- Gefallenendenkmal